# آبراه نیکاراگوئه

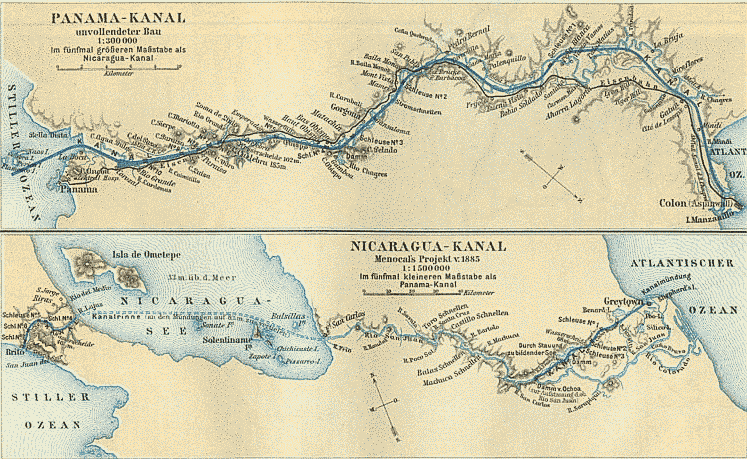
آبراه نیکاراگوئه در نقشه

آبراه نیکاراگوئه راهی دریاییست که اقیانوس آرام را از طریق دریای کارائیب به اقیانوس اطلس وصل می‌کند و از خاک کشور نیکاراگوئه می‌گذرد. این کانال رقیبی برای کانال پاناما است.
این طرح در ژوئن ۲۰۱۳ میان دولت نیکاراگوئه و شرکت چینی «HKND» به عنوان مجری امضا شد. هزینه این پروژه ۵۰ میلیارد دلار برآورد شده‌است. حق بهره‌برداری از این کانال به مدت پنجاه سال به این شرکت چینی واگذار شده‌است که قابل تمدید است.
ساخت کانال در دسامبر ۲۰۱۴ آغاز شد و  در ۲۰۱۹ به پایان رسید. کانال جدید با ایجاد شرایط عبور کشتی‌های بزرگ بین دریای کارائیب و اقیانوس آرام، قادر به دریافت ۴۱۶ میلیون تن محموله دریایی (۹/۳درصد از محموله جهانی) است. در این پروژه بزرگ علاوه بر احداث این کانال، دو بندر، یک خط لوله و چندین فرودگاه و یک خط راه‌آهن نیز به بهره‌برداری  رسید.